# Ультрафіолет (фільм)
«Ультрафіолет» (англ. Ultraviolet) — американський антиутопічний фантастичний бойовик 2006 року сценариста і режисера Курта Віммера, спродюсований компанією Screen Gems. Головні ролі зіграли Мілла Йовович, Кемерон Брайт, Нік Чінланд і Вільям Фіхтнер. Фільм випущений у Північній Америці 3 березня, на DVD та Blu-ray дисках вийшов 27 червня.
Новелізація фільму створена письменницею Івонною Наварро. У романі присутні події минулого та розвиток персонажів. Книга відрізняється від фільму багатьма моментами, включаючи більш неоднозначним закінченням і усуненням деяких сюжетніх ліній. Аніме-серіал «Ультрафіолет: Код 044» транслювався японською супутниковою телевізійною мережею Animax і створений студією Madhouse.

## Сюжет
Кінець XXI століття. На Землі бушує запекла війна між звичайними людьми і новим підвидом людей-вампірів. Непереможний вірус, дітище підступних спецслужб, здатний відразу наділити будь-яку людину неймовірною силою, фантастичною спритністю і незрівнянним інтелектом. Однак за неймовірні здібності піддослідні розплачуються власним життям. Жертви глобальної епідемії приречені на знищення, але безстрашні повстанці мають намір боротися до кінця. Серед них — відважна Вайолет. У неї є всього 36 годин на те, щоб виконати свою останню місію. Одна невразлива красуня проти армії спецагентів у світі, стоїть на краю безодні — вирішальний елемент у смертельному протистоянні людей і суперменів!

## У ролях
- Мілла Йовович
- Кемерон Брайт
- Нік Чинланд
- Себастьєн Ендріє
- Іда Мартін
- Вільям Фіхтнер
- Девід Е. Кольє
- Кіран О'Рорк
- Дигер Мещ
- Райан Мартін
- Курт Віммер

## Виробництво
Виробництво розпочалося на початку лютого 2004 року, зйомки тривали в різних містах Китаю, особливо в Гонконзі та Шанхаї. Процес виробництва остаточно припинився в кінці червня того ж року. Фільм знятий в цифровому форматі, на відео високої чіткості, за допомогою Sony HDW-F900.